# Pteris loheri
Pteris loheri är en kantbräkenväxtart som beskrevs av Edwin Bingham Copeland. Pteris loheri ingår i släktet Pteris och familjen Pteridaceae. Inga underarter finns listade.